# Langur llistat
El langur llistat (Presbytis femoralis) és una espècie de primat de la família dels cercopitècids. Viu a la península de Malaca i l'illa indonèsia de Sumatra. Està amenaçat per la pèrdua d'hàbitat. Se'n reconeixen tres subespècies: femoralis (subespècie nominotípica), robinsoni i percura. Tanmateix, la taxonomia d'aquesta espècie és complexa i discutida. Anteriorment incloïa P. natunae, P. siamensis i P. chrysomelas com a subespècies. En altres classificacions, totes elles (incloent-hi P. femoralis) eren classificades com a subespècies de P. melalophos. És un animal diürn que s'alimenta de fruita.